# Harpüia

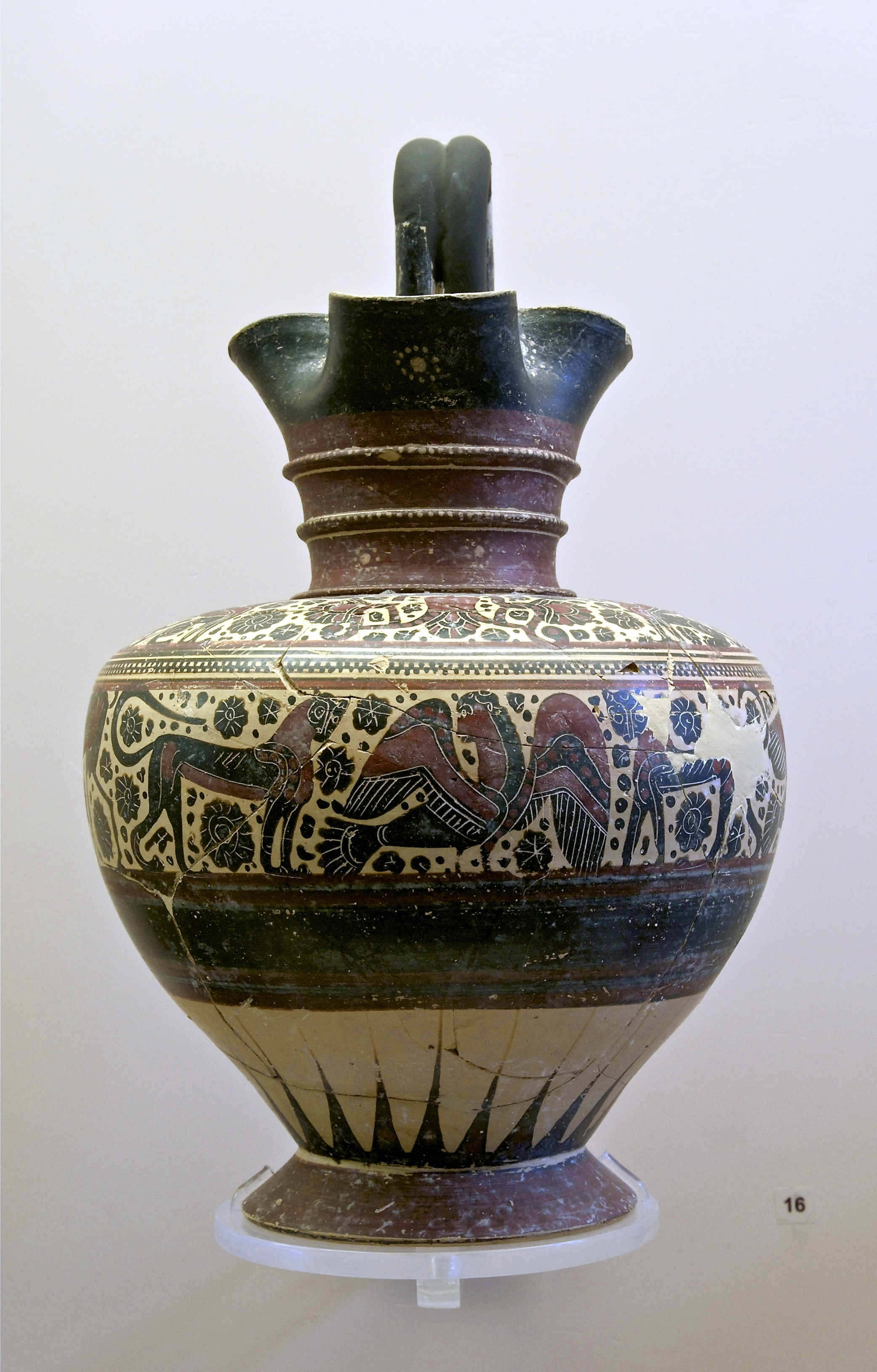
korinthoszi váza két oroszlánnal és egy harpüiával

A harpüia (görög betűkkel ἅρπυια, latinosan harpeia, közismerten hárpia, jelentése „felragadók”) név három mitikus nővér összefoglaló neve. Mindhárman félig madártestű, szárnyas női szörnyek, Thaumasz és Élektra leányai, Irisz nővérei. Nevük Aelló, Óküpeté és Kelainó. Hésziodosz csak az első kettőt sorolja fel, a harmadik későbbi mitikus írásokban tűnik fel, sőt egy Podargé nevű is ismert. A középkorban már egész csapatnyi hárpiát képzeltek el, akik rettegésben tartották a vidéket, amit megszálltak. Ábrázolásaik nem homogének. Néha emberfejük van, sőt arcuk akár szép is, máskor rút arc vagy egyenesen madárfej kerül a testükre. Szárnyaik nagyok, lehetnek a kezek helyén, de lehetnek a karokon kívüli végtagok is. Alsótestük általában karmos madárláb és farok.
Eredetileg vihardémonok lehettek, amit Thaumasz, a „belső tenger” istene, az ókeanisz-kapcsolatuk és Irisz funkciói is megerősítenek. A három (vagy négy) nővér neve a viharok egy-egy tulajdonságára utal
- Kelainó, „sötétség”
- Aelló, viharfecske
- Óküpeté, „szélsebes”
- Podargé, „hajótartó”

A későbbiekben gonosz, mindent felfaló és mindent beszennyező, kártékony lényekké váltak, a mítoszköltészet már csak ezt dolgozza fel. Néha feladatként kapták, hogy embereket zaklassanak, így az istenek által megbüntetett Phineuszt is, míg a boreaszok véget nem vetettek ennek. Az argonauták történetében és Aineiasz legendájában is feltűnnek.